# 高厚
高厚（？—前554年），姜姓，高氏，齊國上卿高傒的後代、高宣子高固的兒子，中國春秋時期齊國的大夫。
前567年十一月，齊靈公率軍滅萊國，派高厚、崔杼二人安定萊國。
前565年，高厚代表齊國與鄭簡公、晉悼公、魯、宋、衛、邾等會於邢丘前563年。三月，高厚又相太子光代表齊國與諸侯會盟於柤，但是高厚二人卻先與諸侯等會於鍾離，士弱視齊國為不敬。至同年四月，才與眾諸侯及吳子壽夢會於柤。
前557年，晉平公即位，高厚出使晉國。因失禮棄盟逃回齊國。
前556年，靈公率師攻打魯國北部邊境，圍攻桃地，而高厚率軍圍攻臧紇於防地。齊軍大勝，俘獲臧堅。
當初靈公娶魯國之女，生下公子光，立為太子。後娶仲姬、戎姬。戎姬受寵，仲姬生公子牙，給戎姬撫養。戎姬請求立公子牙為太子，靈公答應。仲姬說：「不可。光之立，列於諸侯矣，今無故廢之，君必悔之。」靈公說：「在我耳。」於是遷太子光於東部，讓高厚輔佐太子牙。前554年，靈公病重，崔杼迎太子光為君，是為莊公。莊公殺戎姬。五月壬辰，靈公去世，莊公即位，在句竇丘將太子牙殺死。八月，崔杼殺高厚。